# Hypographa atmoscia
Hypographa atmoscia là một loài bướm đêm trong họ Geometridae.